# مرحلة المجموعات في دوري أبطال أوروبا 2007–08
أقيمت مباريات المجموعات لدوري أبطال أوروبا 2007–08 بين 18 سبتمبر و12 ديسمبر 2007.